# U-1279
| U-1279                     | U-1279 | U-1279 |
| -------------------------- | --- | --- |
|                            | | |
|                            | | |
| U-995, однотипний з U-1279 | | |
| Під прапором               | Третій Рейх | Третій Рейх |
| Спуск на воду              | травень 1944 року | травень 1944 року |
| Виведений зі складу флоту  | 5 липня 1944 року | 5 липня 1944 року |
| Сучасний статус            | 27 лютого 1945 року затоплений південно-східніше Сіллі глибинними бомбами британських кораблів «Лабуан», «Лох Фада» і «Вайлд Гус» та патрульного літака PB4Y-2 «Приватір» | 27 лютого 1945 року затоплений південно-східніше Сіллі глибинними бомбами британських кораблів «Лабуан», «Лох Фада» і «Вайлд Гус» та патрульного літака PB4Y-2 «Приватір» |
| Проєкт                     | | |
| Тип ПЧ                     | Торпедний ДПЧ | Торпедний ДПЧ |
| Розробник проєкту          | Bremer Vulkan, Бремен | Bremer Vulkan, Бремен |
| Основні характеристики     | | |
| Швидкість (надводна)       | 17,7 вузла | 17,7 вузла |
| Швидкість (підводна)       | 7,6 вузла | 7,6 вузла |
| Робоча глибина занурення   | 100 м | 100 м |
| Гранична глибина занурення | 250 м | 250 м |
| Автономність плавання      | 8500 миль (15 700 км) на швидкості 10 вузлів (18,6 км/год) (надводна) 80 миль (150 км) на швидкості 4 вузли (7,4 км/год) (підводна)                                       | 8500 миль (15 700 км) на швидкості 10 вузлів (18,6 км/год) (надводна) 80 миль (150 км) на швидкості 4 вузли (7,4 км/год) (підводна)                                       |
| Екіпаж                     | 46 осіб | 46 осіб |
| Розміри                    | | |
| Довжина найбільша (по КВЛ) | 67,1 м | 67,1 м |
| Ширина корпусу найб.       | 6,2 м | 6,2 м |
| Висота                     | 9,6 м | 9,6 м |
| Середня осадка (по КВЛ)    | 4,74 м | 4,74 м |
| Водотоннажність надводна   | 759 т | 759 т |
| Озброєння                  | | |
| Артилерія                  | 1 × 88-мм палубна гармата SK C/35 | 1 × 88-мм палубна гармата SK C/35 |
| Торпедно- мінне озброєння  | 4 носових і один кормовий ТА 14 торпед або 26 мін TMA | 4 носових і один кормовий ТА 14 торпед або 26 мін TMA |
| ППО                        | 1 × 37-мм зенітна гармата Flak M42 2 × 20-мм зенітні гармати FlaK 30 | 1 × 37-мм зенітна гармата Flak M42 2 × 20-мм зенітні гармати FlaK 30 |

U-1279 — німецький підводний човен типу VIIC/41, що входив до складу Військово-морських сил Третього Рейху за часів Другої світової війни. Закладений 26 серпня 1943 року на верфі Bremer Vulkan у Бремені. Спущений на воду у травні 1944 року, а 5 липня 1944 року корабель увійшов до складу 8-ї навчальної флотилії ПЧ ВМС нацистської Німеччини. Єдиним командиром човна був оберлейтенант-цур-зее резерву Ганс Фальке.

## Історія служби
U-1279 належав до німецьких підводних човнів типу VIIC/41, однієї з модифікацій найчисленнішого типу субмарин Третього Рейху, яких випущено 703 одиниці. Службу розпочав у складі 8-ї навчальної та з 1 лютого 1945 року — після завершення підготовки — в 11-ій бойовій флотилії ПЧ Крігсмаріне. Підводний човен здійснив один бойовий похід в Атлантичний океан, під час якого не потопив та не пошкодив жодного судна чи корабля.
27 лютого 1945 року U-1279 був перехоплений союзними кораблями і затоплений унаслідок скоординованої атаки глибинними бомбами британських кораблів «Лабуан», «Лох Фада» і «Вайлд Гус» та патрульного літака PB4Y-2 «Приватір» південно-східніше Сіллі. Всі 48 членів екіпажу загинули.